# Pacte autobiographique
 (juin 2024).
Si vous disposez d'ouvrages ou d'articles de référence ou si vous connaissez des sites web de qualité traitant du thème abordé ici, merci de compléter l'article en donnant les références utiles à sa vérifiabilité et en les liant à la section « Notes et références ».
 (juin 2024).
- Si vous ne connaissez pas le sujet, laissez ce bandeau (vous pouvez alors contacter les auteurs).
- Si vous supprimez le contenu mis en cause (vous pouvez préalablement contacter les auteurs),

argumentez précisément cette suppression dans la page de discussion
(un manque de référence n'est pas un argument ; une recherche réelle de référence doit avoir été effectuée, être formellement documentée).
 (juin 2024).
Le pacte autobiographique ou pacte de vérité est un concept forgé par Philippe Lejeune, théoricien de la littérature et spécialiste de l'autobiographie.

## Définition
Selon Lejeune, les auteurs d'autobiographies nouent un pacte — explicite ou non — avec leurs lecteurs, qui consiste pour les premiers à se montrer tels qu'ils sont, dans « toute la vérité de la nature de leur récit autobiographique », quitte à se ridiculiser ou à montrer leurs défauts. C'est un engagement que prennent les auteurs à raconter directement leur vie, ou en partie, dans un esprit de vérité. Seul le problème de la mémoire peut corrompre ce pacte. En contrepartie de cette mise à nu parfois difficile — qui distingue fondamentalement l'autobiographie de la fiction —, les auteurs sont en droit d'attendre de leurs lecteurs un jugement loyal et équitable. Le pacte/ L'engagement est implicite ou explicite, et doit être respecté.
Dans son Pacte autobiographique, Lejeune définit l'autobiographie comme un « récit rétrospectif en prose qu'une personne réelle fait de sa propre existence, lorsqu'elle met l'accent sur sa vie individuelle, en particulier sur l'histoire de sa personnalité ». Le pacte autobiographique est un contrat tacite de vérité entre auteur et lecteur.